# Asplenium torrei
Asplenium torrei är en svartbräkenväxtart som beskrevs av Schelpe. Asplenium torrei ingår i släktet Asplenium och familjen Aspleniaceae. Inga underarter finns listade.